# فرنسيس بورنس
فرنسيس بورنس (بالإنجليزية: Francis Burns)‏ (17 أكتوبر 1948 المملكة المتحدة - ) هو لاعب كرة قدم بريطاني.

## مسيرته الكروية
لعب فرنسيس بورنس خلال مسيرته الاحترافية مع 4 أندية في خمسة عشر موسمًا وسجل خلالها 15 هدفًا ضمن 427 مباراة. ولم يفز بأي موسم بالكأس أو بالدوري.
خاض فرنسيس بورنس مسيرته مع نادي مانشستر يونايتد في موسم 1967–68 ليلعب معه خمسة مواسم، مشاركًا في 117 مباراة سجل خلالها 6 أهداف. ثم انتقل إلى نادي ساوثهامبتون في موسم 1972–73 لمدة موسم واحد، حيث شارك في 21 مباراة ولم يسجل أي هدف. لينتقل بعدها إلى نادي بريستون نورث إيند في موسم 1973–74 ليلعب معه ثمانية مواسم، مشاركًا في 273 مباراة سجل خلالها 9 أهداف. ثم انتقل إلى نادي شامروك روفرز في موسم 1981–82 لمدة موسم واحد، مشاركًا في 16 مباراة ولم يسجل أي هدف.

## روابط خارجية
- فرنسيس بورنس على موقع الاتحاد الأوربي (الإنجليزية)
- فرنسيس بورنس على موقع قاعدة بيانات كرة القدم.إي يو (الإنجليزية)
- فرنسيس بورنس على موقع ناشيونال فوتبول تيمز (الإنجليزية)